# 안드로메다자리 오미크론
안드로메다자리 오미크론 또는 안드로메다자리 1(ο And / ο Andromedae)은 안드로메다자리의 항성계이다. 지구에서 약 692 광년 떨어져있다. 분광 쌍성이고, 청백색 B형 거성으로 겉보기 등급은 +3.62 등급이다. 2개의 계가 존재하며 각 계당 별이 2개 있으므로, 총 4개, 즉, 사중성계이다.
또한, 오미크론 A계와 B계는 0.34 각초 떨어져 있다. 서로의 공전 주기는 약 68.6년이다. 또한, A계는 카시오페이아자리 감마형 변광성으로 밝기가 +3.58 등급에서 +3.78 등급까지 변화한다. B계는 1989년에 발견되었고, 서로의 공전 주기는 33.01년이다.

## 참고 자료
- 안드로메다자리 오미크론의 사진